# 235 (число)
Вижте пояснителната страница за други значения на 235.
235 (двеста тридесет и пет) е естествено, цяло число, следващо 234 и предхождащо 236.
Двеста тридесет и пет с арабски цифри се записва „235“, а с римски – „CCXXXV“. Числото 235 е съставено от три цифри от позиционните бройни системи – 2 (две), 3 (три), 5 (пет).

## Общи сведения
- 235 е нечетно число.
- 235-ият ден от невисокосна година е 23 август.
- 235 е година от Новата ера.